# Real Madrid Club de Fútbol 2015-2016
Questa voce raccoglie le informazioni riguardanti il Real Madrid Club de Fútbol nelle competizioni ufficiali della stagione 2015-2016.

## Stagione

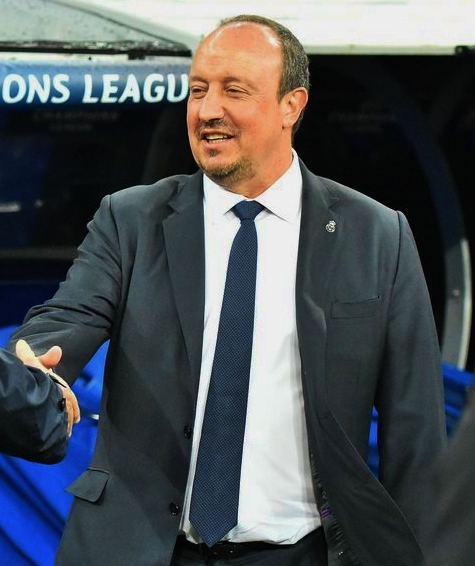
Rafael Benítez, chiamato per sostituire l'esonerato Ancelotti, sarà a sua volta allontanato dalla panchina madrilena solo sei mesi più tardi.

L'esordio stagionale, nonché coincidente con la prima giornata di campionato regala agli uomini di Benitez un pareggio per 0-0 sul campo del neopromosso Sporting Gijón. Nel turno successivo matura la prima vittoria dell'annata ai danni del Betis, sconfitto 5-0 al Bernabéu. Pioggia di gol anche nella prima gara dopo la sosta per le Nazionali. Al Cornellá-El Prat di Barcellona l'Espanyol viene regolato per 0-6, grazie a 5 reti di Cristiano Ronaldo ed a una di Benzema, che risulta decisivo anche nelle seguenti due partite, nelle quali segna i gol utili per sconfiggere il Granada (1-0) e l'Athletic Bilbao (1-2). Il secondo pareggio, sempre per 0-0, matura nella sesta giornata contro il Malaga, che fa perdere ai madrileni la testa della classifica. Altro punto anche nel primo derby stagionale contro l'Atletico Madrid che, al Calderón, ferma gli uomini di Benitez sull'1-1. Un gol di Marcelo, uno di Ronaldo ed uno di Jesé confezionano la prima vittoria dopo 3 turni, che vede i Blancos prevalere per 3-0 contro il Levante. Con un 1-3 propiziato da un altro centro del difensore brasiliano, uno dell'attaccante portoghese e uno del neoacquisto Danilo, invece, regolano il Celta Vigo capolista, portandosi momentaneamente in testa al campionato. Stesso risultato nel turno seguente dove i Blancos affondano il neopromosso Las Palmas, sconfitto, per l'appunto, 3-1 tra le mura del Bernabéu. La prima sconfitta stagionale matura alla 11ª giornata e vede gli uomini di Benitez perdere per 3-2 sul campo del Siviglia, cedendo la vetta solitaria della classifica al Barcellona, che aumenterà ulteriormente il suo vantaggio due settimane più tardi, quando riesce ad espugnare il Bernabéu per 0-4, facendo retrocedere i Blancos ulteriormente, al terzo posto, ai danni dell'Atletico Madrid. Il ritorno alla vittoria non si fa attendere; i gol di Bale e Cristiano Ronaldo bastano per sconfiggere l'Eibar (0-2), in gol anche nell'altro successo, questa volta ai danni del Getafe, regolato 4-1. È una rete di Soldado, all'ottavo minuto di gioco, a sancire la terza sconfitta in solo cinque giornata di Liga per i Blancos, che al Madrigal cadono contro il Villarreal (1-0). Il 20 dicembre seguente la banda di Benitez torna al successo, battendo per 10-2 il Rayo Vallecano, grazie alle quattro marcature di Gareth Bale, tre di Benzema, due di Cristiano Ronaldo ed un'altra di Danilo. Vista la portata del risultato lo si può considerare un match storico: era dal 7 febbraio 1960 che una squadra spagnola non segnava 10 o più gol in una partita di Liga, quando proprio il club madrileno sconfisse per 11-2 l'Elche. L'ultimo incontro dell'anno solare 2015 è Real Madrid-Real Sociedad, disputato il 30 dicembre, e terminato 3-1 in favore delle Merengue. Il primo match del 2016, invece, ferma la rimonta alla vetta della classifica occupata dei cugini dell'Atletico Madrid. Al Mestalla di Valencia, infatti, nonostante un doppio vantaggio, i Blancos si fanno recuperare sul 2-2, perdendo ulteriori due punti dalla testa della graduatoria.

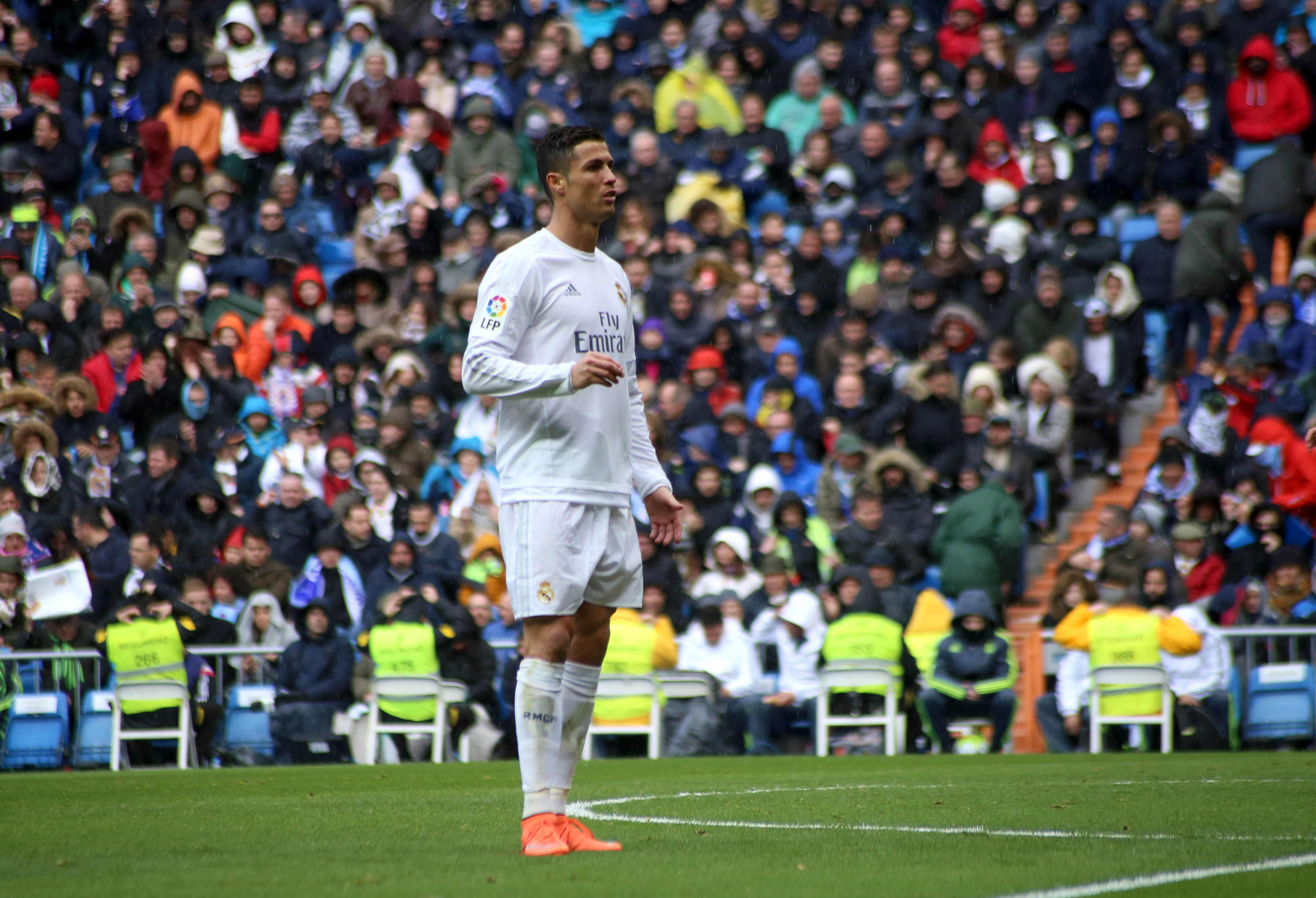
Cristiano Ronaldo, con 51 gol all'attivo, è per la sesta stagione consecutiva il miglior marcatore madrileno.

Il 4 gennaio seguente, grazie ad un comunicato della società, viene esonerato l'allenatore Benítez, la cui eredità sarà affidata a Zinédine Zidane. Il primo match con il nuovo manager coincide con l'ultima giornata del girone d'andata. Una tripletta di Bale e due reti di Benzema sconfiggono il Deportivo (5-0), guidando il Real Madrid al terzo posto della graduatoria, dietro ad Atlético Madrid e Barcellona, con 40 punti frutto di 12 vittorie, 4 pareggi e tre sconfitte.
Il girone di ritorno comincia con un altro successo, sempre con 5 gol a favore, questa volta ai danni dello Sportig Gijón, piegato 5-1. Il primo pareggio della gestione Zidane non tarda ad arrivare. Nella 21ª giornata il Betis ferma 1-1 i Blancos, facendo allontanare da loro la vetta della classifica di ulteriori due punti. Goleada anche nella terza partita casalinga consecutiva. L'Espanyol, giù battuto 0-6 all'andata, è nuovamente sconfitto, con il medesimo punteggio. A questa seguono altre due vittorie, la prima ai danni del Granada (1-2) e la seconda contro l'Athletic Bilbao (4-2) che precedono, però, un nuovo pareggio esterno, con il Malaga, contro cui i madrileni non sono mai riusciti a vincere questa stagione (1-1). Basta una rete all' 53' di Griezmann per decretare la quarta sconfitta stagionale, prima nel derby con l'Atletico che, con questo successo, giunge a tre vittorie consecutive in Liga al Bérnabeu, escludendo quasi definitivamente la banda di Zidane per la corsa al titolo (0-1). I 3 punti tornano ad arrivare solo quattro giorni dopo, durante il turno infrasettimanale del 2 marzo, in cui i Blancos passano 1-3 a Valencia contro il Levante, mantenendo salda la terza piazza in classifica. Seguiranno poi altre tre vittorie, contro il Celta Vigo (7-1), contro il Las Palmas (1-2). e contro il Siviglia (4-0) decisiva per tornare a -1 dal secondo posto. Sarà un successo anche il Clásico di ritorno disputato al Camp Nou di Barcellona, dove, la banda di Zidane, guidata da una rete di Benzema e una di Cristiano Ronaldo, riesce nell'intento di sgambettare i cugini nella corsa al titolo, mantenendosi saldamente al terzo posto (1-2). La rincorsa al vertice continua anche nella giornata successiva, nella quale, battendo per 4-0 l'Eibar e sfruttando la contemporanea sconfitta dei catalani, risalgono fino -4 punti dal vertice della classifica. A questa seguono poi altre cinque vittorie, contro il Getafe (1-5), il Villarreal (3-0), il Rayo Vallecano in rimonta (2-3), la Real Sociedad (0-1) e il Valencia (3-2), grazie alla quale, sfruttando la contemporanea sconfitta dell'Atletico Madrid, salgono al secondo posto in classifica, a -1 dalla vetta. L'ultima gara del campionato è ancora da 3 punti. I Blancos di Zidane passano al Riazor per 0-2 grazie ad una doppietta di Cristiano Ronaldo ma, visto il risultato favorevole al Barcellona nella gara contro il Granada (3-0), concludono, con 90 punti, il campionato al secondo posto alle spalle dei blaugrana, fermo a quota 91.
In Coppa del Re, le urne del 16 ottobre accoppiano i Blancos, per i sedicesimi di finale, contro gli andalusi del Cadice. L'esordio nella competizione riserva un 1-3 esterno agli uomini di Benitez, che, però, vista la presenza dal primo minuto di Denis Čeryšev, squalificato, in seguito al ricorso presentato dalla squadra di casa, potrebbero esseri eliminati dalla competizione. L'ufficialità arriva il giorno successivo, dove il tribunale sportivo spagnolo accetta il ricorso del Cadice e decreta, a tavolino, l'eliminazione dalla competizione dei madrileni.

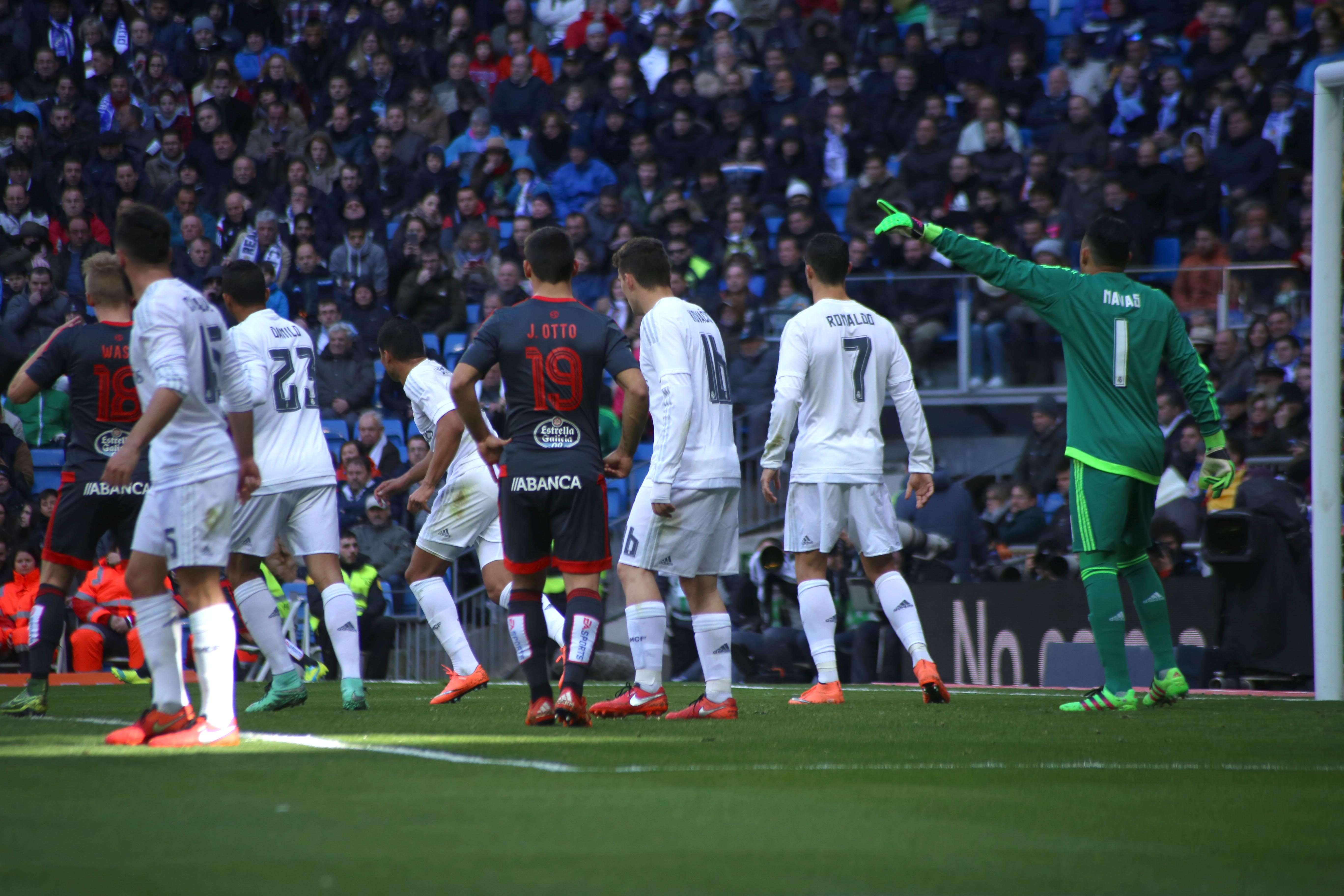
Blancos immortalati in una fase di gioco in un match di Liga contro il Celta Vigo.

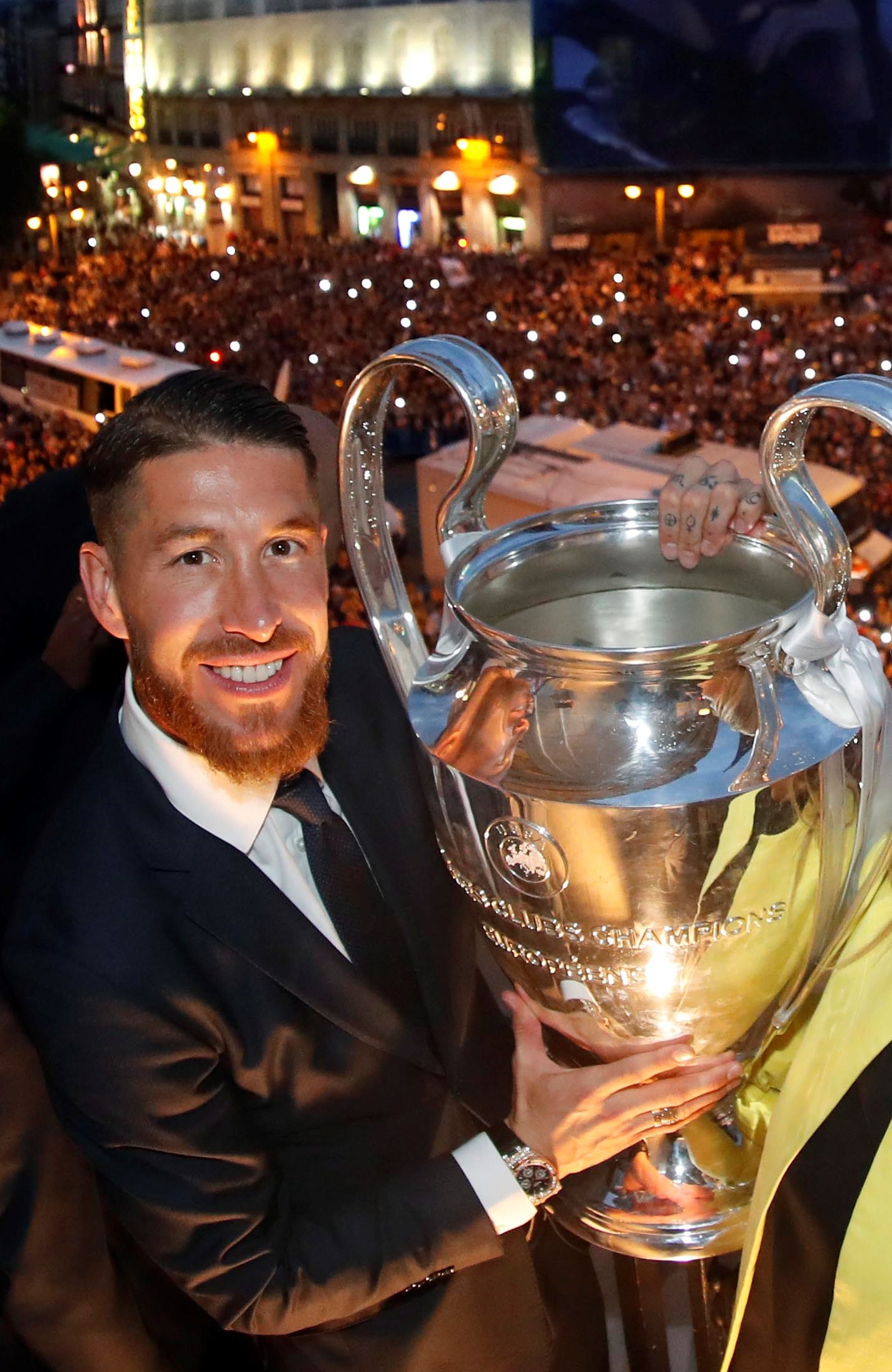
Sergio Ramos mostra la Undecima ai tifosi.

Il sorteggio del 27 agosto di Champions League inserisce il Real (in seconda fascia) nel girone A assieme a Paris Saint-Germain, Shakhtar e Malmö. Il primo incontro si gioca il 15 settembre contro i campioni dell'Ucraina, e termina con un netto 4-0, propiziato dalla rete di Benzema e dalla tripletta di Cristiano Ronaldo, che si ripeterà segnando entrambi i gol utili ai Blancos per superare il Malmö (0-2). Il portoghese eguaglia Raúl in questa partita, arrivando ad un totale di 323 reti con il club. A reti bianche la terza giornata della fase a gironi, che vede i Blancos pareggiare per 0-0 contro i francesi del Paris Saint-Germain, che vengono però sconfitti nel secondo dei due confronti dalla rete di Nacho, propiziata da un errore del portiere parigino (1-0). È la quarta vittoria su cinque partite, rimediata in Ucraina per 3-4, che regala agli uomini di Benitez la sicura promozione da prima del girone per gli ottavi di finale. Goleada nella sesta ed ultima partita della prima fase della competizione; gli svedesi del Malmö vengono sconfitti per 8-0, con quattro gol di Cristiano Ronaldo, che centra un altro record, portando a 11 la somma delle reti realizzate nella sola fase a gironi.
Le urne di Nyon, per gli ottavi di finale, accoppiano i Blancos, freschi vincitori del proprio girone, con la Roma, giunta seconda nel gruppo. La prima delle due gare, gioca all'Olimpico, termina 0-2 in favore degli ospiti, che vanno a segno con Cristiano Ronaldo e Jesé. Stesso risultato anche nella partita di ritorno, dove i Blancos battono nuovamente la Roma, qualificandosi ai quarti di finale.
I quarti di finale, sorteggiati il 18 marzo seguente, fanno incrociare la banda di Zidane con il Wolfsburg, che mai prima di quest'edizione aveva disputato la fase ad eliminazione diretta. La partita di andata, disputata in Germania, capovolge i pronostici concludendosi con il punteggio di 2-0 per i padroni di casa, aiutati dalle reti di Rodríguez e Arnold. È una tripletta di Cristiano Ronaldo che fa risorgere il Real Madrid nella gara di ritorno, risultando decisiva nel 3-0 finale con cui i madrileni si qualificano per le semifinali.
In semifinale vengono sorteggiati contro gli inglesi del Manchester City con cui pareggiano la gara di andata, disputata sul terreno britannico, per 0-0. Nella partita di ritorno è sufficiente un gol propiziato da una conclusione a rete di Bale per regalare la 14ª finale della storia della Merengues, seconda, dopo il 2014, che vedrà il confronto con i concittadini dell'Atletico Madrid.
Nella finale di Milano, disputata il 28 maggio, sono proprio i Blancos ad andare in vantaggio con una rete di Ramos esattamente come due anni prima. Nella ripresa un gol di Carrasco pareggia i conti e porta il match sino ai rigori, dove un errore di Juanfran consegna l'undicesimo trionfo al Real Madrid.

## Maglie e sponsor
|  | Casa | Trasferta | Terza divisa |

## Organigramma societario
Area direttiva
- Presidente: Florentino Perez
- Vicepresidente: Fernando Fernández Tapias
- Direttore generale: Eduardo Ferrnández de Blas
- Direttore risorse: Enrique Balboa
- Risorse umane: José María García
- Direttore dell'area sociale: José Luis Sánchez
- Direttore di controllo e auditing interno: Carlos Martínez de Albornoz
- Direttore della commissione di consulenza legale: Javier López Farre
- Direttore Fondazione "Real Madrid": Julio González

- Capo del protocollo: Raúl Serrano

Area comunicazione
- Capo di Gabinetto della presidenza: Enrique Sánchez Gonzáles
- Direttore dell'area comunicazione: Antonio Galeano
- Direttore delle relazioni istituzionali: Emilio Butragueño

Area marketing
- Direttore economico: Julio Esquerdeiro
- Direttore commerciale: Begoña Sanz
- Direttore operazioni e servizi: Fernando Tormo

Area tecnica
- Direttore sportivo della sezione calcistica: Antonio Gómez
- Allenatore: Rafael Benítez, poi Zinédine Zidane[72]
- Allenatore in seconda: Fabio Pecchia, poi David Bettoni
- Allenatore dei portieri: Luis Llopis
- Preparatore atletico: Bernardo Requena, Felix Ledesma, Paco de Miguel

Area sanitaria
- Medico sociale: Joaquín Mas
- Fisioterapisti: Giovanni Mauri, Hamidou Msaide

## Rosa
Rosa aggiornata al 31 gennaio 2016.
| N. |                       | Ruolo | Calciatore              |
| -- | --------------------- | ----- | ----------------------- |
| 1  | Costa Rica (bandiera) | P     | Keylor Navas            |
| 2  | Francia (bandiera)    | D     | Raphaël Varane          |
| 3  | Portogallo (bandiera) | D     | Pepe                    |
| 4  | Spagna (bandiera)     | D     | Sergio Ramos (capitano) |
| 5  | Portogallo (bandiera) | D     | Fábio Coentrão          |
| 6  | Spagna (bandiera)     | D     | Nacho Fernández         |
| 7  | Portogallo (bandiera) | A     | Cristiano Ronaldo       |
| 8  | Germania (bandiera)   | C     | Toni Kroos              |
| 9  | Francia (bandiera)    | A     | Karim Benzema           |
| 10 | Colombia (bandiera)   | C     | James Rodríguez         |
| 11 | Galles (bandiera)     | C     | Gareth Bale             |
| 12 | Brasile (bandiera)    | D     | Marcelo (vice capitano) |
| 13 | Spagna (bandiera)     | P     | Kiko Casilla            |

| N. |                    | Ruolo | Calciatore         |
| -- | ------------------ | ----- | ------------------ |
| 14 | Brasile (bandiera) | C     | Casemiro           |
| 15 | Spagna (bandiera)  | D     | Daniel Carvajal    |
| 16 | Brasile (bandiera) | C     | Lucas Silva        |
| 16 | Croazia (bandiera) | C     | Mateo Kovačić      |
| 17 | Spagna (bandiera)  | D     | Álvaro Arbeloa     |
| 18 | Spagna (bandiera)  | C     | Lucas Vázquez      |
| 19 | Croazia (bandiera) | C     | Luka Modrić        |
| 20 | Spagna (bandiera)  | A     | Jesé               |
| 21 | Russia (bandiera)  | C     | Denis Cheryshev    |
| 22 | Spagna (bandiera)  | C     | Isco               |
| 23 | Brasile (bandiera) | D     | Danilo             |
| 24 | Spagna (bandiera)  | C     | Asier Illarramendi |
| 31 | Spagna (bandiera)  | P     | Rubén Yáñez        |

## Calciomercato

### Sessione estiva(dall'1/7 al 31/8)

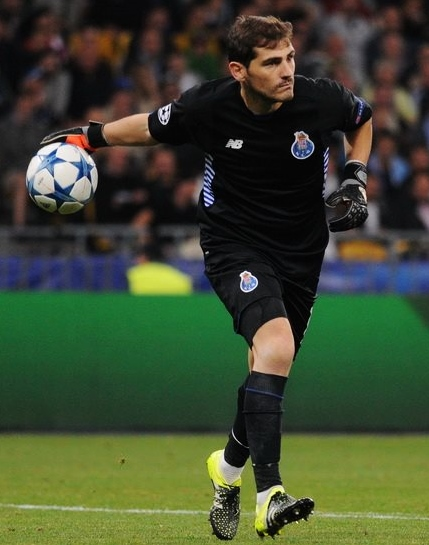
Iker Casillas, dopo 16 anni, viene ceduto al Porto.

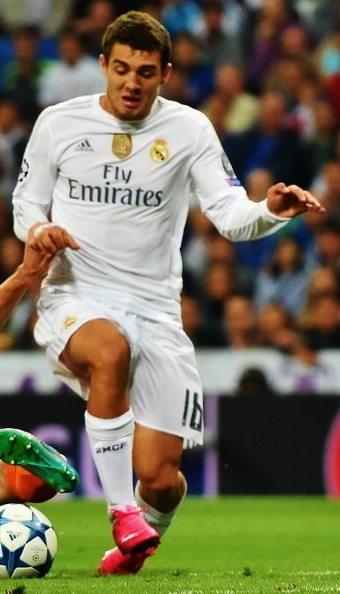
Mateo Kovačić è l'acquisto più costoso dell'estate dei Galacticos.

Già il 1º aprile, grazie ad un'offerta di 31,5 milioni di euro, i Blancos si aggiudicano l'intero cartellino del brasiliano Danilo, acquistato dal Porto, la cui entrata in rosa sarà, però, posticipata al 1º luglio. Ancora prima dell'ufficiale apertura del calciomercato, il 5 giugno, è Casemiro a fare ritorno nella capitale spagnola. Il club di Florentino Peréz esercita il diritto di riscatto applicato la stagione precedente nel contratto per il giocatore, e lo riacquista per 7,5 milioni di euro. Dallo stesso club lusitano viene riacquistato grazie al contoriscatto costato a Peréz 7,5 milioni.
Il 17 luglio, dopo il rientro in prima squadra di Lucas Vázquez dall'Espanyol, viene annunciata l'ufficialità dell'acquisto del portiere spagnolo Kiko Casilla, prelevato dallo stesso club catalano per 6 milioni di euro. È Mateo Kovačić il successivo calciatore ad aggregarsi alla rosa dei madrileni, che lo acquistano dall'Inter per 35 milioni più eventuali 5 legati ai bonus. Il colpo risulterà il più costoso dell'estate per i Blancos.
Per quanto riguarda il mercato in uscita, i primi due a fare le valigie sono Sami Khedira, che non rinnova il proprio contratto, per approdare alla Juventus e Javier Hernández, che, terminato l'anno in prestito, fa ritorno al Manchester United. Il trasferimento più clamoroso è sicuramente quello riguardante Iker Casillas, portiere e capitano della compagine madrilena, in rosa dal 1999, con oltre 700 partite disputate e 18 trofei vinti in sedici anni. Dopo una lunga trattativa, l'11 luglio 2015, viene ceduto a titolo definitivo al Porto, risolvendo consensualmente il contratto in scadenza nel 2017. In seguito fanno le valigie anche Pacheco (direzione Alaves) e Marco Asensio (ceduto in prestito all'Espanyol).
Fabio Coentrão passa al Monaco in prestito annuale, esattamente come Lucas Silva, il quale, però, sceglie il Marsiglia. È poi il turno di Asier Illarremendi, acquistato nell'estate del 2013 per circa 40 milioni di euro dalla Real Sociedad, che fa ritorno nella squadra basca, grazie alla formula del prestito con diritto di riscatto, fissato a 17 milioni di euro.
| Acquisti | Acquisti      | Acquisti       | Acquisti                       |
| R.       | Nome          | da             | Modalità                       |
| -------- | ------------- | -------------- | ------------------------------ |
| C        | Casemiro      | Porto          | controriscatto (7,5 milioni €) |
| D        | Danilo        | Porto          | definitivo (31,5 milioni €)    |
| C        | Marco Asensio | Maiorca        | fine prestito                  |
| C        | Denis Čeryšev | Villarreal     | fine prestito                  |
| C        | Lucas Vázquez | Espanyol       | definitivo (1 milioni €)       |
| P        | Kiko Casilla  | Espanyol       | definitivo (6 milioni €)       |
| D        | Jesús Vallejo | Real Saragozza | definitivo (5 milioni €)       |
| C        | Mateo Kovačić | Inter          | definitivo (35 milioni €)      |

| Cessioni | Cessioni           | Cessioni            | Cessioni                                        |
| R.       | Nome               | a                   | Modalità                                        |
| -------- | ------------------ | ------------------- | ----------------------------------------------- |
| C        | Sami Khedira       | -                   | svincolato                                      |
| A        | Javier Hernández   | Manchester Utd      | fine prestito                                   |
| P        | Iker Casillas      | Porto               | definitivo (0 milioni €)                        |
| D        | Jesús Vallejo      | Real Saragozza      | prestito                                        |
| P        | Fernando Pacheco   | Alavés              | definitivo (0 milioni €)                        |
| C        | Marco Asensio      | Espanyol            | prestito                                        |
| D        | Fábio Coentrão     | Monaco              | prestito                                        |
| C        | Lucas Silva        | Olympique Marsiglia | prestito                                        |
| C        | Asier Illarramendi | Real Sociedad       | prestito con obbligo di riscatto (17 milioni €) |

### Sessione invernale(dal 1º/1 al 31/1)
La sessione invernale si apre e si chiude con la cessione, in prestito, al Valencia, di Denis Čeryšev.
| Acquisti | Acquisti | Acquisti | Acquisti |
| R.       | Nome     | da       | Modalità |
| -------- | -------- | -------- | -------- |

| Cessioni | Cessioni      | Cessioni | Cessioni |
| R.       | Nome          | a        | Modalità |
| -------- | ------------- | -------- | -------- |
| C        | Denis Čeryšev | Valencia | prestito |

## Risultati

### Primera División

#### Girone d'andata
| Gijón 23 agosto 2015, ore 20:30 CEST 1ª giornata | Sporting Gijón                        | 0 – 0 referto | Real Madrid | El Molinón (28.130 spett.)\| Arbitro: \| Estrada Fernández (Comitato catalano) \| |
| Arbitro:                                         | Estrada Fernández (Comitato catalano) |               |             |                                                                                   |

| Arbitro: | Hernández Hernández (Comitato di Las Palmas) |

|                                             |           |  |
| Bale 2’, 89’ Rodríguez 39’, 50’ Benzema 47’ | Marcatori |  |

| Arbitro: | Vikandi Garrido (Comitato basco) |

|  |           |                                                   |
|  | Marcatori | 7’, 17’ (rig.), 20’, 61’, 81’ Ronaldo 28’ Benzema |

| Arbitro: | Martínez Munuera (Comitato valenciano) |

|             |           |  |
| Benzema 55’ | Marcatori |  |

| Arbitro: | Mateu Lahoz (Comitato valenciano) |

|           |           |                  |
| Sabin 67’ | Marcatori | 19’, 70’ Benzema |

| Madrid 26 settembre 2015, ore 18:15 CEST 6ª giornata | Real Madrid                            | 0 – 0 referto | Malaga | Santiago Bernabéu (75.361 spett.)\| Arbitro: \| González (Comitato castiglianoleonese) \| |
| Arbitro:                                             | González (Comitato castiglianoleonese) |               |        |                                                                                           |

| Arbitro: | Undiano Mallenco (Comitato navarro) |

|            |           |            |
| Vietto 83’ | Marcatori | 9’ Benzema |

| Arbitro: | Sanchez Martinez (Comitato murciano) |

|                                  |           |  |
| Marcelo 27’ Ronaldo 30’ Jesé 81’ | Marcatori |  |

| Arbitro: | Clos Gómez (Comitato aragonese) |

|            |           |                                     |
| Nolito 85’ | Marcatori | 8’ Ronaldo 23’ Danilo 90+4’ Marcelo |

| Arbitro: | Latre (Comitato aragonese) |

|                              |           |            |
| Isco 4’ Ronaldo 14’ Jesé 43’ | Marcatori | 38’ Hernán |

| Arbitro: | González (Comitato castiglianoleonese) |

|                                      |           |                           |
| Immobile 36’ Banega 61’ Llorente 74’ | Marcatori | 22’ Ramos 90+3’ Rodríguez |

| Arbitro: | Fernández Borbalán (Comitato andaluso) |

|  |           |                                        |
|  | Marcatori | 11’, 74’ Suárez 39’ Neymar 53’ Iniesta |

| Arbitro: | Gil Manzano (Comitato estremegno) |

|  |           |                             |
|  | Marcatori | 43’ Bale 83’ (rig.) Ronaldo |

| Arbitro: | Mateu Lahoz (Comitato valenciano) |

|                                      |           |            |
| Benzema 4’, 16’ Bale 35’ Ronaldo 38’ | Marcatori | 70’ Alexis |

| Arbitro: | Undiano Mallenco (Comitato navarro) |

|            |           |  |
| Soldado 8’ | Marcatori |  |

| Arbitro: | Iglesias Villanueva (Comitato galiziano) |

|                                                                                 |           |                       |
| Danilo 3’ Bale 25’, 41’, 61’, 70’ Ronaldo 30’ (rig.), 50’ Benzema 48’, 79’, 90’ | Marcatori | 10’ Amaya 12’ Jozabed |

| Arbitro: | González (Comitato castiglianoleonese) |

|                                     |           |           |
| Ronaldo 42’ (rig.), 67’ Vázquez 86’ | Marcatori | 49’ Bruma |

| Arbitro: | Sanchez Martinez (Comitato murciano) |

|                                 |           |                      |
| Parejo 45+1’ (rig.) Alcácer 83’ | Marcatori | 16’ Benzema 82’ Bale |

| Arbitro: | Pérez Montero (Comitato andaluso) |

|                                       |           |  |
| Benzema 15’, 90+1’ Bale 22’, 49’, 63’ | Marcatori |  |

#### Girone di ritorno
| Arbitro: | Undiano Mallenco (Comitato navarro) |

|                                          |           |           |
| Bale 7’ Ronaldo 9’, 18’ Benzema 12’, 41’ | Marcatori | 62’ López |

| Arbitro: | Martínez Munuera (Comitato valenciano) |

|           |           |             |
| Cejudo 8’ | Marcatori | 71’ Benzema |

| Arbitro: | Hernández Hernández (Comitato di Las Palmas) |

|                                                                         |           |  |
| Benzema 7’ Ronaldo 12’ (rig.), 45’, 82’ Rodríguez 16’ Duarte 86’ (aut.) | Marcatori |  |

| Arbitro: | Gil Manzano (Comitato estremegno) |

|              |           |                        |
| El-Arabi 60’ | Marcatori | 30’ Benzema 85’ Modrić |

| Arbitro: | Álvarez Izquierdo (Comitato catalano) |

|                                         |           |                         |
| Ronaldo 3’, 87’ Rodríguez 37’ Kroos 45’ | Marcatori | 10’ Eraso 90’ Elustondo |

| Arbitro: | Iglesias Villanueva (Comitato galiziano) |

|               |           |             |
| Albentosa 66’ | Marcatori | 33’ Ronaldo |

| Arbitro: | Clos Gómez (Comitato aragonese) |

|  |           |               |
|  | Marcatori | 53’ Griezmann |

| Arbitro: | De Burgos Bengoetxea (Comitato basco) |

|               |           |                                                 |
| Deyverson 39’ | Marcatori | 34’ (rig.) Ronaldo 38’ (aut.) Mariño 90+2’ Isco |

| Arbitro: | Gil Manzano (Comitato estremadura) |

|                                                       |           |           |
| Pepe 41’ Ronaldo 50’, 58’, 64’, 76’ Jesé 77’ Bale 81’ | Marcatori | 62’ Aspas |

| Arbitro: | Fernández Borbalán (Comitato andaluso) |

|          |           |                        |
| José 87’ | Marcatori | 24’ Ramos 89’ Casemiro |

| Arbitro: | Estrada Fernández (Comitato catalano) |

|                                          |           |  |
| Benzema 6’ Ronaldo 64’ Bale 66’ Jesé 86’ | Marcatori |  |

| Arbitro: | Hernández Hernández (Comitato di Las Palmas) |

|           |           |                         |
| Piqué 56’ | Marcatori | 62’ Benzema 86’ Ronaldo |

| Arbitro: | Sanchez Martinez (Comitato murciano) |

|                                               |           |  |
| Rodríguez 5’ Vázquez 18’ Ronaldo 19’ Jesé 39’ | Marcatori |  |

| Arbitro: | González (Comitato castiglianoleonese) |

|             |           |                                                           |
| Sarabia 83’ | Marcatori | 29’ Benzema 40’ Isco 50’ Bale 88’ Rodríguez 90+2’ Ronaldo |

| Arbitro: | Clos Gómez (Comitato aragonese) |

|                                    |           |  |
| Benzema 41’ Vázquez 69’ Modrić 76’ | Marcatori |  |

| Arbitro: | Hernández Hernández (Comitato di Las Palmas) |

|                     |           |                           |
| Embarba 7’ Miku 14’ | Marcatori | 35’, 81’ Bale 52’ Vázquez |

| Arbitro: | Undiano Mallenco (Comitato navarro) |

|  |           |          |
|  | Marcatori | 80’ Bale |

| Arbitro: | Fernández Borbalán (Comitato andaluso) |

|                              |           |                       |
| Ronaldo 26’, 59’ Benzema 42’ | Marcatori | 55’ Rodrigo 81’ Gomes |

| Arbitro: | Mateu Lahoz (Comitato valenciano) |

|  |           |                 |
|  | Marcatori | 7’, 25’ Ronaldo |

### Coppa del Re
| Arbitro: | De Burgos Bengoetxea (Comitato basco) |

|             |           |                          |
| Márquez 88’ | Marcatori | 3’ Čeryšev 65’, 74’ Isco |

| Madrid 16 dicembre 2015, ore 20:00 CET Sedicesimi di finale - Ritorno | Real Madrid | – | Cadice | Santiago Bernabéu |

### UEFA Champions League

#### Fase a gironi
| Arbitro: | Bebek |

|                                                 |           |  |
| Benzema 30’ Ronaldo 55’ (rig.), 63’ (rig.), 81’ | Marcatori |  |

| Arbitro: | Cakir |

|  |           |                  |
|  | Marcatori | 29’, 90’ Ronaldo |

| Parigi 21 ottobre 2015, ore 20:45 CEST 3ª giornata | Paris Saint-Germain | 0 – 0 referto | Real Madrid | Parco dei Principi (46.848 spett.)\| Arbitro: \| Rizzoli \| |
| Arbitro:                                           | Rizzoli             |               |             |                                                             |

| Arbitro: | Clattenburg |

|           |           |  |
| Nacho 35’ | Marcatori |  |

| Arbitro: | Nijhuis |

|                                       |           |                                          |
| Teixeira 77’ (rig.), 88’ Dentinho 83’ | Marcatori | 18’, 70’ Ronaldo 50’ Modrić 52’ Carvajal |

| Arbitro: | Orsato |

|                                                              |           |  |
| Benzema 12’, 24’, 74’ Ronaldo 39’, 47’, 50’, 58’ Kovačić 70’ | Marcatori |  |

#### Fase a eliminazione diretta
| Arbitro: | Kralovec |

|  |           |                      |
|  | Marcatori | 57’ Ronaldo 86’ Jesé |

| Arbitro: | Marciniak |

|                           |           |  |
| Ronaldo 64’ Rodríguez 68’ | Marcatori |  |

| Arbitro: | Rocchi |

|                                 |           |  |
| Rodríguez 18’ (rig.) Arnold 25’ | Marcatori |  |

| Arbitro: | Kassai |

|                       |           |  |
| Ronaldo 15’, 17’, 77’ | Marcatori |  |

| Manchester 26 aprile 2016, ore 20:45 CEST Semifinale - Andata | Manchester City | 0 – 0 referto | Real Madrid | Etihad Stadium (52 221 spett.)\| Arbitro: \| Cakir \| |
| Arbitro:                                                      | Cakir           |               |             |                                                       |

| Arbitro: | Skomina |

|                     |           |  |
| Fernando 20’ (aut.) | Marcatori |  |

| Arbitro: | Clattenburg |

|                                    |                      |                              |
| Ramos 15’                          | Marcatori            | 79’ Carrasco                 |
| Vázquez Marcelo Bale Ramos Ronaldo | Tiri di rigore 5 – 3 | Griezmann Gabi Saúl Juanfran |

## Statistiche

### Statistiche di squadra
| Competizione     | Punti | In casa | In casa | In casa | In casa | In casa | In casa | In trasferta | In trasferta | In trasferta | In trasferta | In trasferta | In trasferta | Totale | Totale | Totale | Totale | Totale | Totale | D.R  |
| Competizione     | Punti | G       | V       | N       | P       | Gf      | Gs      | G            | V            | N            | P            | Gf           | Gs           | G      | V      | N      | P      | Gf     | Gs     | D.R  |
| ---------------- | ----- | ------- | ------- | ------- | ------- | ------- | ------- | ------------ | ------------ | ------------ | ------------ | ------------ | ------------ | ------ | ------ | ------ | ------ | ------ | ------ | ---- |
| Liga BBVA        | 90    | 19      | 16      | 1       | 2       | 70      | 16      | 19           | 12           | 5            | 2            | 40           | 18           | 38     | 28     | 6      | 4      | 110    | 34     | +76  |
| Coppa del Re     | -     | 0       | 0       | 0       | 0       | 0       | 0       | 1            | 1            | 0            | 0            | 3            | 1            | 1      | 1      | 0      | 0      | 3      | 1      | +2   |
| Champions League | 16    | 6       | 6       | 0       | 0       | 19      | 0       | 7            | 3            | 3            | 1            | 9            | 6            | 13     | 9      | 3      | 1      | 28     | 6      | +22  |
| Totale           | 106   | 25      | 20      | 1       | 2       | 89      | 16      | 27           | 16           | 8            | 3            | 53           | 25           | 52     | 37     | 9      | 5      | 141    | 41     | +100 |

### Andamento in campionato
| Giornata  | 1  | 2 | 3 | 4 | 5 | 6 | 7 | 8 | 9 | 10 | 11 | 12 | 13 | 14 | 15 | 16 | 17 | 18 | 19 | 20 | 21 | 22 | 23 | 24 | 25 | 26 | 27 | 28 | 29 | 30 | 31 | 32 | 33 | 34 | 35 | 36 | 37 | 38 |
| --------- | -- | - | - | - | - | - | - | - | - | -- | -- | -- | -- | -- | -- | -- | -- | -- | -- | -- | -- | -- | -- | -- | -- | -- | -- | -- | -- | -- | -- | -- | -- | -- | -- | -- | -- | -- |
| Luogo     | T  | C | T | C | T | C | T | C | T | C  | T  | C  | T  | C  | T  | C  | C  | T  | C  | C  | T  | C  | T  | C  | T  | C  | T  | C  | T  | C  | T  | C  | T  | C  | T  | T  | C  | T  |
| Risultato | N  | V | V | V | V | N | N | V | V | V  | P  | P  | V  | V  | P  | V  | V  | N  | V  | V  | N  | V  | V  | V  | N  | P  | V  | V  | V  | V  | V  | V  | V  | V  | V  | V  | V  | V  |
| Posizione | 11 | 5 | 2 | 2 | 1 | 3 | 2 | 1 | 1 | 1  | 2  | 3  | 3  | 3  | 3  | 3  | 3  | 3  | 3  | 3  | 3  | 3  | 3  | 3  | 3  | 3  | 3  | 3  | 3  | 3  | 3  | 3  | 3  | 3  | 3  | 3  | 2  | 2  |

Fonte:  Liga – Classifiche, su sport.sky.it, sport.sky.it (archiviato dall'url originale il 12 marzo 2014).
Legenda:

Luogo: C = Casa; T = Trasferta. Risultato: V = Vittoria; N = Pareggio; P = Sconfitta.

### Statistiche dei giocatori
In corsivo i giocatori che hanno lasciato la squadra a stagione già iniziata.
| Giocatore       | Liga     | Liga | Liga        | Liga       | Coppa del Re | Coppa del Re | Coppa del Re | Coppa del Re | UEFA Champions League | UEFA Champions League | UEFA Champions League | UEFA Champions League | Totale   | Totale | Totale      | Totale     |
| Giocatore       | Presenze | Reti | Ammonizioni | Espulsioni | Presenze     | Reti         | Ammonizioni  | Espulsioni   | Presenze              | Reti                  | Ammonizioni           | Espulsioni            | Presenze | Reti   | Ammonizioni | Espulsioni |
| --------------- | -------- | ---- | ----------- | ---------- | ------------ | ------------ | ------------ | ------------ | --------------------- | --------------------- | --------------------- | --------------------- | -------- | ------ | ----------- | ---------- |
| Á. Arbeloa      | 6        | 0    | 1           | 0          | 1            | 0            | 0            | 0            | 2                     | 0                     | 0                     | 0                     | 9        | 0      | 1           | 0          |
| G. Bale         | 23       | 19   | 2           | 0          | 0            | 0            | 0            | 0            | 8                     | 0                     | 1                     | 0                     | 31       | 19     | 3           | 0          |
| K. Benzema      | 27       | 24   | 1           | 0          | 0            | 0            | 0            | 0            | 9                     | 4                     | 0                     | 0                     | 36       | 28     | 1           | 0          |
| D. Carvajal     | 22       | 0    | 6           | 0          | 0            | 0            | 0            | 0            | 8                     | 1                     | 3                     | 0                     | 30       | 1      | 9           | 0          |
| Casemiro        | 23       | 1    | 6           | 0          | 1            | 0            | 0            | 0            | 11                    | 0                     | 3                     | 0                     | 35       | 1      | 9           | 0          |
| K. Casilla      | 4        | -6   | 0           | 0          | 1            | -1           | 0            | 0            | 2                     | -3                    | 0                     | 0                     | 7        | -10    | 0           | 0          |
| D. Čeryšev      | 2        | 0    | 0           | 0          | 1            | 1            | 0            | 0            | 3                     | 0                     | 1                     | 0                     | 6        | 1      | 1           | 0          |
| Danilo          | 24       | 2    | 6           | 0          | 0            | 0            | 0            | 0            | 7                     | 0                     | 3                     | 0                     | 31       | 2      | 9           | 0          |
| A. Illarramendi | 0        | 0    | 0           | 0          | 0            | 0            | 0            | 0            | 0                     | 0                     | 0                     | 0                     | 0        | 0      | 0           | 0          |
| Isco            | 31       | 3    | 2           | 1          | 1            | 2            | 0            | 0            | 11                    | 0                     | 1                     | 0                     | 43       | 5      | 3           | 1          |
| Jesé            | 28       | 5    | 0           | 0          | 1            | 0            | 0            | 0            | 9                     | 1                     | 0                     | 0                     | 38       | 6      | 0           | 0          |
| M. Kovačić      | 25       | 0    | 4           | 1          | 1            | 0            | 0            | 0            | 8                     | 1                     | 1                     | 0                     | 34       | 1      | 5           | 1          |
| T. Kroos        | 32       | 1    | 3           | 0          | 0            | 0            | 0            | 0            | 12                    | 0                     | 0                     | 0                     | 44       | 1      | 3           | 0          |
| P. Lienhart     | 0        | 0    | 0           | 0          | 1            | 0            | 0            | 0            | 0                     | 0                     | 0                     | 0                     | 1        | 0      | 0           | 0          |
| M. Llorente     | 2        | 0    | 0           | 0          | 1            | 0            | 0            | 0            | 0                     | 0                     | 0                     | 0                     | 3        | 0      | 0           | 0          |
| Marcelo         | 30       | 2    | 2           | 0          | 0            | 0            | 0            | 0            | 11                    | 0                     | 0                     | 0                     | 41       | 2      | 2           | 0          |
| B. Mayoral      | 6        | 0    | 0           | 0          | 0            | 0            | 0            | 0            | 0                     | 0                     | 0                     | 0                     | 6        | 0      | 0           | 0          |
| L. Modrić       | 32       | 2    | 5           | 0          | 0            | 0            | 0            | 0            | 12                    | 1                     | 0                     | 0                     | 44       | 3      | 5           | 0          |
| Nacho           | 16       | 0    | 5           | 0          | 1            | 0            | 0            | 0            | 5                     | 1                     | 0                     | 0                     | 22       | 1      | 5           | 0          |
| K. Navas        | 34       | -28  | 0           | 0          | 0            | -0           | 0            | 0            | 11                    | -3                    | 2                     | 0                     | 45       | -31    | 2           | 0          |
| Pepe            | 21       | 1    | 5           | 0          | 1            | 0            | 0            | 0            | 9                     | 0                     | 2                     | 0                     | 31       | 1      | 7           | 0          |
| S. Ramos        | 23       | 2    | 11          | 2          | 0            | 0            | 0            | 0            | 10                    | 1                     | 3                     | 0                     | 33       | 3      | 14          | 2          |
| J. Rodríguez    | 26       | 7    | 1           | 0          | 1            | 0            | 0            | 0            | 5                     | 1                     | 0                     | 0                     | 32       | 8      | 1           | 0          |
| C. Ronaldo      | 36       | 35   | 3           | 0          | 0            | 0            | 0            | 0            | 12                    | 16                    | 1                     | 0                     | 48       | 51     | 4           | 0          |
| L. Silva        | 0        | 0    | 0           | 0          | 0            | 0            | 0            | 0            | 0                     | 0                     | 0                     | 0                     | 0        | 0      | 0           | 0          |
| Á. Tejero       | 0        | 0    | 0           | 0          | 1            | 0            | 0            | 0            | 0                     | 0                     | 0                     | 0                     | 1        | 0      | 0           | 0          |
| R. Varane       | 26       | 0    | 6           | 1          | 0            | 0            | 0            | 0            | 7                     | 0                     | 1                     | 0                     | 33       | 0      | 7           | 1          |
| L. Vázquez      | 25       | 4    | 4           | 0          | 1            | 0            | 0            | 0            | 7                     | 0                     | 2                     | 0                     | 33       | 4      | 6           | 0          |
| R. Yáñez        | 0        | -0   | 0           | 0          | 0            | -0           | 0            | 0            | 0                     | -0                    | 0                     | 0                     | 0        | -0     | 0           | 0          |